# The Dating Game XXX: A Porn Parody
The Dating Game XXX: A Porn Parody ist eine US-amerikanische Pornofilm-Parodie des Regisseurs Hank Hoffmann auf The Dating Game aus dem Jahr 2014.

## Handlung
Die Handlung ist der 1960er Jahre Game-Show nachempfunden. Vegas spielt den höflichen Gastgeber, der zwei der drei Junggesellen schlägt, und Wylde ist der Kandidat Paul Robert Davis.
Unter den Single-Frauen, die um ein Date wetteifern, sind die schüchterne Dahlia Sky und die kokette Südstaaten-Schönheit Penny Pax, die sich mit Make-up-Künstlerin Ash Hollywood vergnügt.
Aber es ist Anikka Albrite, die den Junggesellen bekommt, allerdings erst, als sie eine sexuelle Fantasie mit dem Publikum teilt.
Der Film enthält fünf Sex-Szenen:
- Ash Hollywood, Penny Pax (Umkleidekabine Kandidatin Pax)
- Tommy Gunn, Anikka Albrite  (Wüste)
- Michael Vegas, Dahlia Sky (Umkleidekabine Show-Host Vegas)
- Michael Vegas, Penny Pax (Umkleidekabine Show-Host Vegas)
- Danny Wylde, Anikka Albrite (Halle)